# Kangan Giin
Kangan Giin (寒巌義尹, 1217–1300) est un disciple de Dōgen et le fondateur de l'école Higo du Bouddhisme Zen Sōtō. Il a été prétendu que son père était l'empereur Go-Toba ou l'empereur Juntoku. Il est très actif dans l'activité missionnaire au Kyūshū où il fonde le Daiji-ji (大慈寺) à Kumamoto. 

## Source de la traduction
1. ↑  Vol.12 Temple Daijiji

- (en) Cet article est partiellement ou en totalité issu de l’article de Wikipédia en anglais intitulé « Kangan Giin » (voir la liste des auteurs).